# Берман, Ицхак
Ицхак Берман (ивр. יצחק ברמן‎; 3 июня 1913, Бердичев — 4 августа 2013, Тель-Авив) — израильский юрист и политик, член партии общих сионистов, а затем блока «Ликуд». Председатель кнессета в 1980—81 годах, министр энергетики и инфраструктуры в кабинете Менахема Бегина (1981—82).

## Биография
Ицхак Берман родился в 1913 году в Бердичеве в семье раввина Якова Бермана. В конце 1921 года семья Берманов иммигрировала в Палестину. Там Ицхак получил традиционное еврейское образование, окончил публичную школу и учительскую семинарию в Иерусалиме, после чего продолжил образование уже в Англии, окончив Лондонский университет и получив лицензию адвоката.
По возвращении в Палестину Берман примкнул к еврейской подпольной организации «ЭЦЕЛ», в 1939 году став одним из ведущих сотрудников её разведывательной структуры МЕШИ. Его подъём в иерархии пришёлся на период после ареста британскими мандатными властями лидера «ЭЦЕЛа» Давида Разиэля, когда на первые роли выдвинулся прямой командир Бермана, будущий основатель подполья «ЛЕХИ» Авраам Штерн. В годы Второй мировой войны Берман входил в верховное командование «ЭЦЕЛа» и в ЦК ревизионистской партии. Берман был одним из активистов «ЭЦЕЛа», разрабатывавших в первые годы войны планы внедрения агентов организации в СССР, Польше и Северной Африке, а также отвечал за связь между штабом «ЭЦЕЛа» и британским командованием в период войны, когда организация сотрудничала с британцами. В 1941—45 годах Берман официально служил в вооружённых силах Великобритании.
После провозглашения Государства Израиль в 1948 году Берман пошёл добровольцем в Армию обороны Израиля, где прослужил до 1950 года, демобилизовавшись в звании майора. С 1950 по 1954 год он занимал посты генерального директора в израильских представительствах фирм Kaiser-Frazer и Willys-Overland, после чего вернулся к адвокатской практике.
С 1951 года Ицхак Берман состоял в Партии общих сионистов. В 1964 году он возглавил тель-авивский филиал партии, а в 1974 году был избран председателем её центрального комитета. После присоединения партии к блоку «Ликуд» Берман был избран в кнессет 9-го созыва от этого блока, возглавил комиссию кнессета, а с 1980 по 1981 год занимал пост председателя кнессета. Будучи вновь избран в кнессет 10-го созыва, Берман получил в новом кабинете Менахема Бегина портфель министра энергетики и инфраструктуры. В сентябре 1982 года он отказался от министерского кресла из-за разногласий с другими членами правительства по вопросу о назначении следственной комиссии по событиям в лагерях Сабра и Шатила (Берман требовал большей независимости для комиссии, главой которой предлагал назначить члена Верховного суда, но другие члены кабинета настояли на назначении правительственной комиссии). В середине 80-х годов Берман стал одним из основателей новой партии «Либеральный центр», которая, однако, не сумела провести своих представителей в кнессет. По словам другого председателя кнессета, Реувена Ривлина, в ходе своей парламентской деятельности Берман способствовал формированию демократических институтов в Израиле, в том числе заложив принципиальную основу для будущего закона о политических партиях.
Ицхак Берман скончался в доме престарелых в Тель-Авиве в 2013 году в возрасте ста лет. Он был похоронен на кладбище государственных деятелей Израиля на горе Герцля в Иерусалиме.